# الأمير آريبيرت من أنهالت
الأمير آريبيرت يوزف ألكسندر من أنهالت (بالألمانية: Aribert von Anhalt)‏ (18 يونيو 1866 - 24 ديسمبر 1933) كان وصي عرش أنهالت خلال الفترة ما بين شهري سبتمبر إلى نوفمبر من عام 1918 نيابةً عن ابن أخيه الدوق يواخيم إرنست. تنازل الأمير آريبيرت عن الحكم باسم ابن أخيه بتاريخ 12 نوفمبر عام 1918 عقب ثورة نوفمبر. وهو ما أنهى حكم آل أسكانيا في أنهالت بعدما أصبحت الدوقية ولاية أنهالت الحرة.

## الزواج

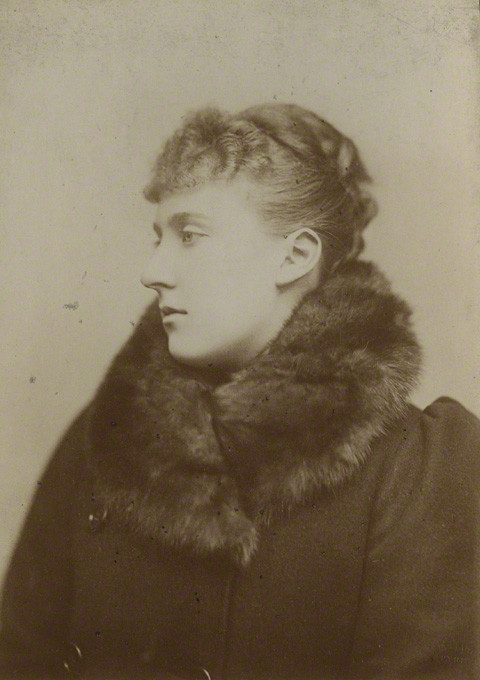
صورة للأميرة ماري لويز تعود لتسعينيات من القرن التاسع عشر.

تزوج الأمير آريبيرت من ماري لويز أميرة شليزفيغ هولشتاين بتاريخ 6 يوليو عام 1891 في كنيسة القديس جورج بقلعة وندسور. كانت الأميرة ماري لويز ابنة الأمير كريستن من شليزفيغ هولشتاين والأميرة هيلينا أوغستا فكتوريا وهو ما يجعلها أحد حفيدات الملكة فكتوريا. لعب الإمبراطور الألماني فيلهلم الثاني الذي كان النسيب الأول للأميرة ماري لويز وصديقاً مقرباً لآريبيرت دوراً فعالاً في ترتيب لقاء الاثنين وارتباطهما.
استخدم دوق أنهالت الأمير آريبيرت الامتياز الذي يحمله بوصفه دوق أنهالت الحاكم لإبطال الزواج في شهر ديسمبر من عام 1900. اضطرت الأميرة ماري لويز التي كانت حينها في زيارة رسمية لكندا إلى العودة فوراً إلى إنجلترا. واعتبرت عهود زواجها ملزمة وفقاً لما ورد في مذكراتها ولذلك لم تتزوج من جديد. إلّا أن مذكراتها تشير إلى مشاعرها الساخطة إزاء تجربتها الزوجية وكرهها الواضح لزوجها السابق.
اقترح عدد من الباحثين المعاصرين وروايات تاريخية لاحقة أن الأمير آريبيرت كان مثلياً أو مزدوج التوجه الجنسي إلّا أن المصادر المعاصرة لتلك الحقبة لم تُشر بصورة مباشرة إلى السبب الذي أدى إلى فشل زواجه، ولكن اقترح بعض الباحثين وقوع حادثة طائشة بين الأمير وأحد الشبان والذي ساهم في حل الزواج، كما اقترحوا عدم حدوث أي اتصال جنسي بينهما في ليلة الدخلة. فيما اقترحت مصادر تاريخية أخرى لاحقة أن آريبيرت كان يخطط للزواج مجدداً.

## روابط خارجية
- الأمير آريبيرت من أنهالت على موقع أوليمبيديا (الإنجليزية)